# 訃報 1978年11月
訃報 1978年11月（ふほう 1978ねん11がつ）では、1978年（昭和53年）11月中に物故した、又は物故が報じられた人物についてまとめる。

## （1日 - 15日）

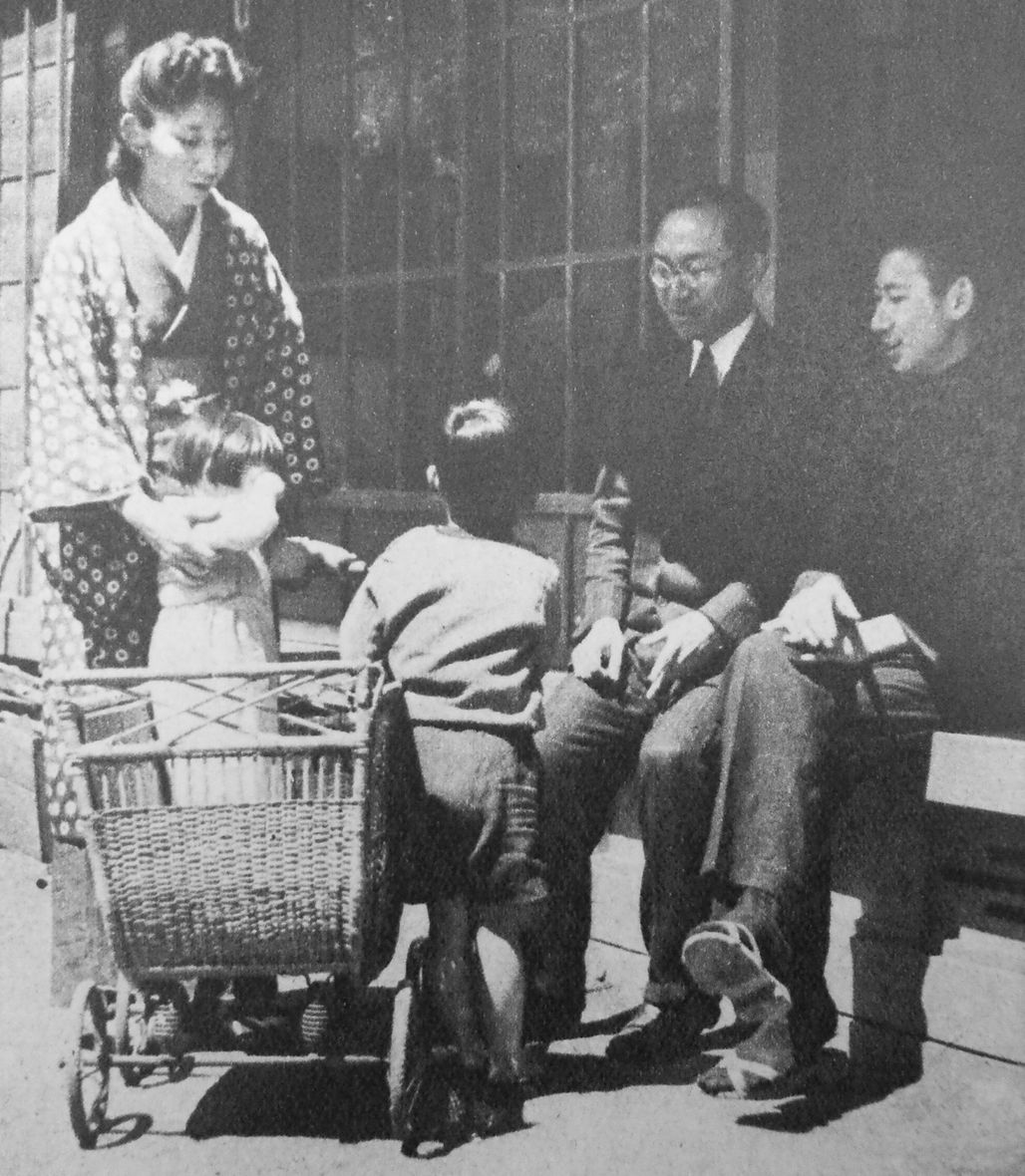
岩倉具栄（右から2人目）／11月2日没

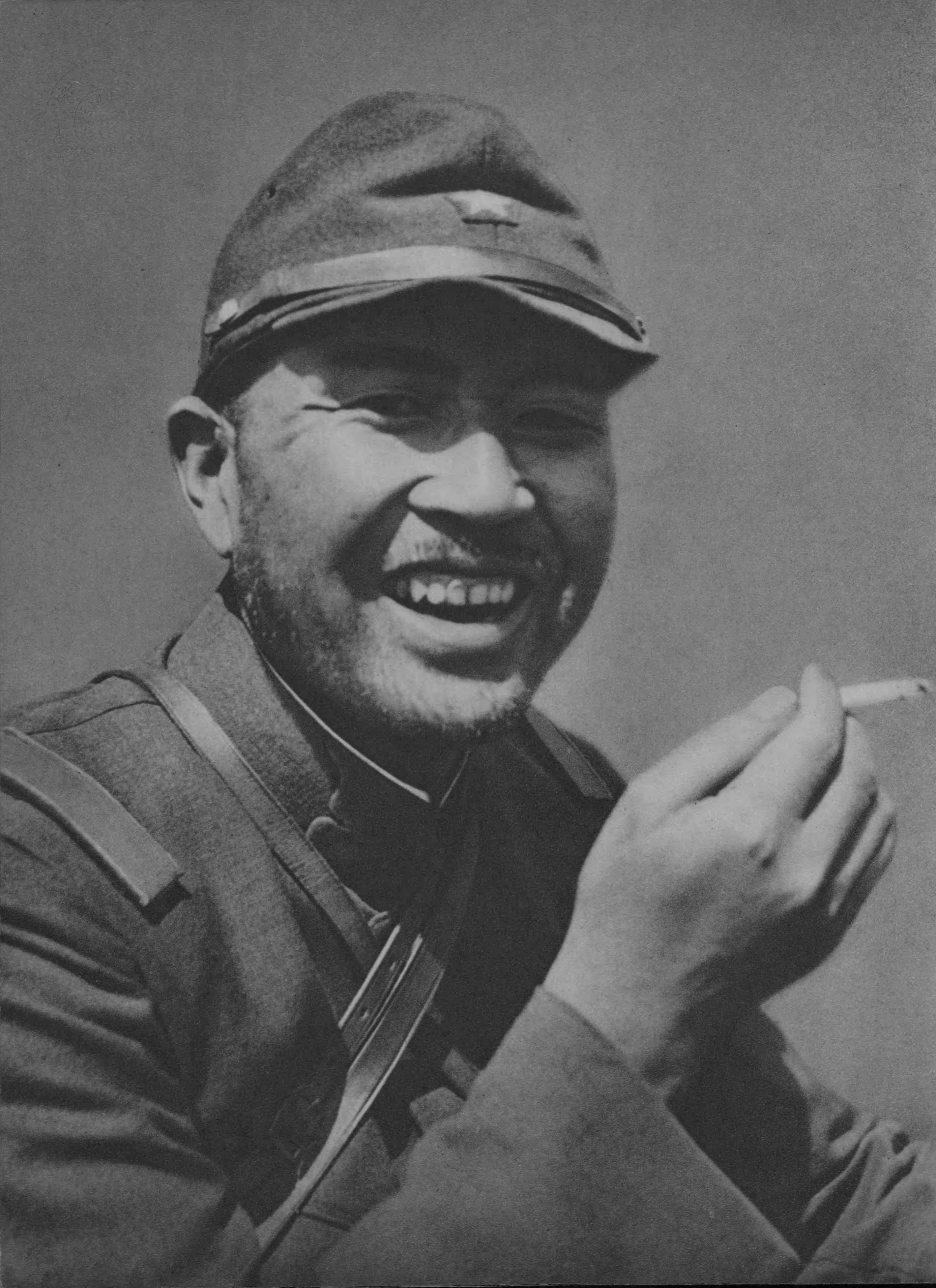
川並密／11月4日没

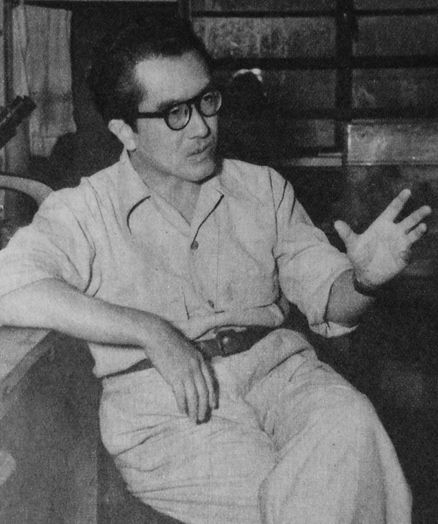
朝山新一／11月7日没

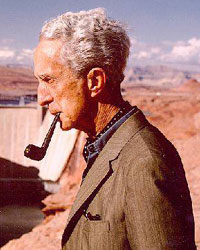
ノーマン・ロックウェル／11月8日没

- 11月2日 - 岩倉具栄、英文学者・政治家（* 1904年）
- 11月2日 - 藤原繁、教育者（* 1907年）
- 11月3日 - 澤村宗之助 (2代目)、歌舞伎俳優（* 1918年）
- 11月4日 - 川並密、陸軍軍人（* 1891年）
- 11月7日 - 朝山新一、性科学者・発生学者（* 1908年）
- 11月8日 - 佐々木大樹、彫刻家（* 1889年）
- 11月8日 - ノーマン・ロックウェル、画家（* 1894年）
- 11月12日 - 加藤由作、保険学者（* 1894年）
- 11月14日 - 一瀬直行、詩人・小説家（* 1904年）
- 11月15日 - 坂東義教、元教育評論家（* 1927年）

## （16日 - 30日）

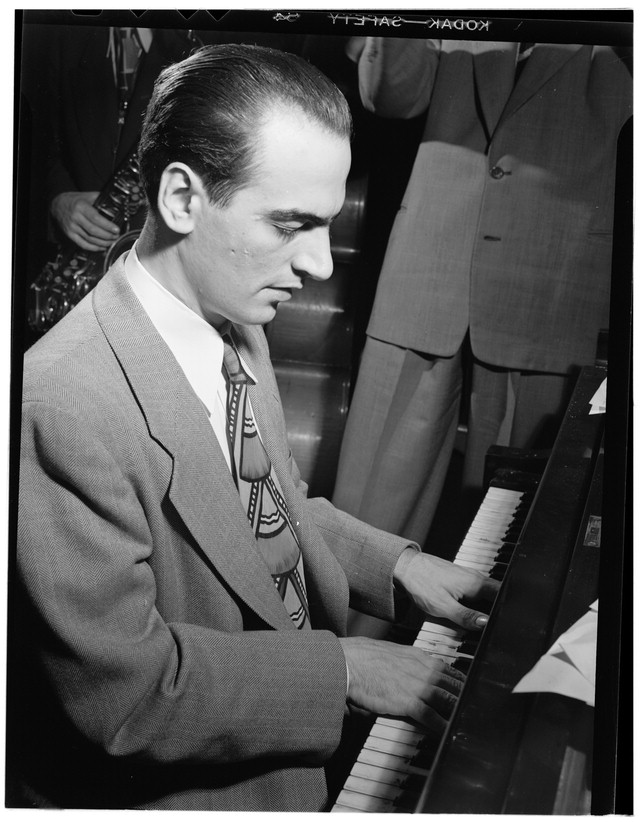
レニー・トリスターノ／11月18日没

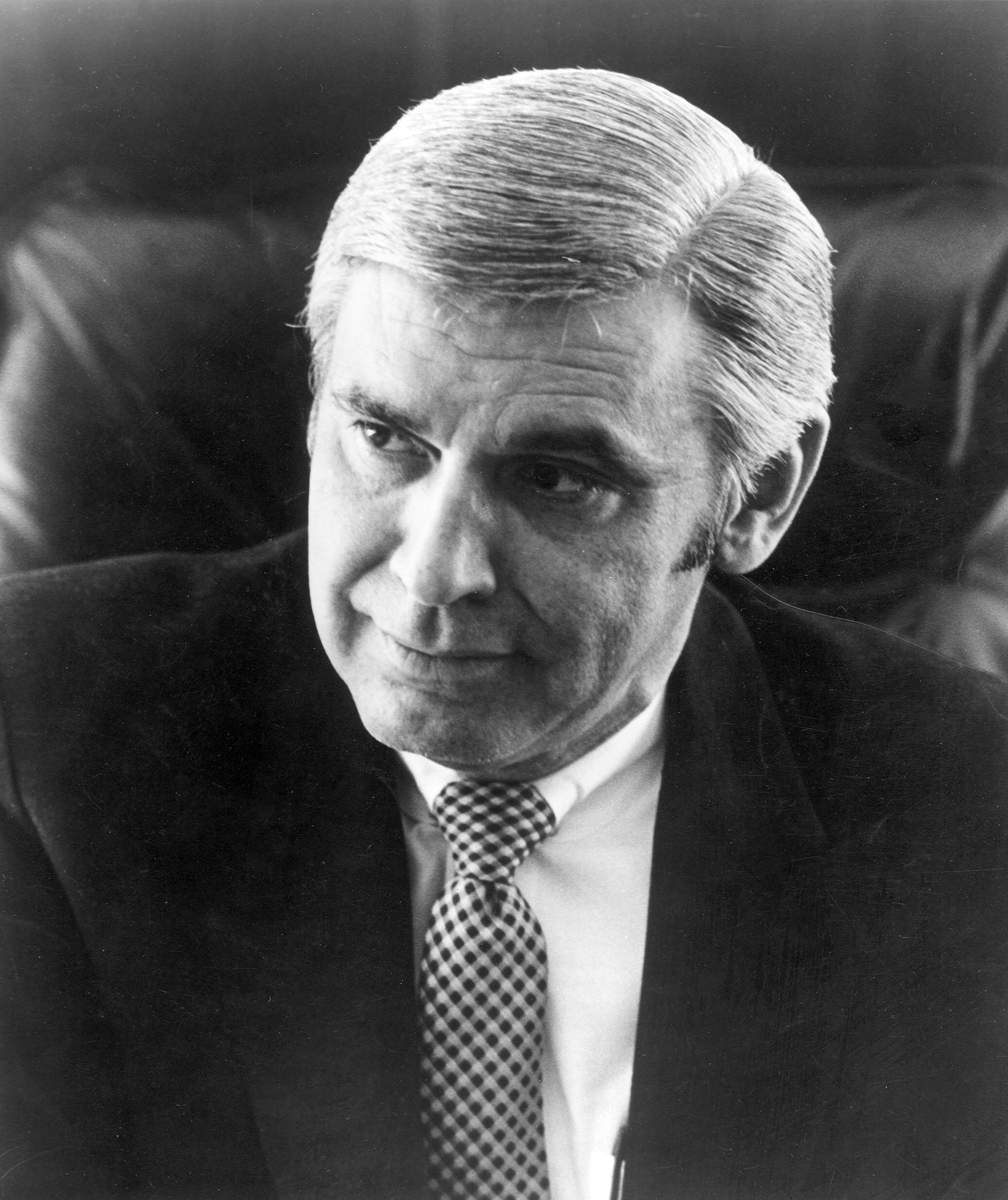
レオ・ライアン／11月18日没

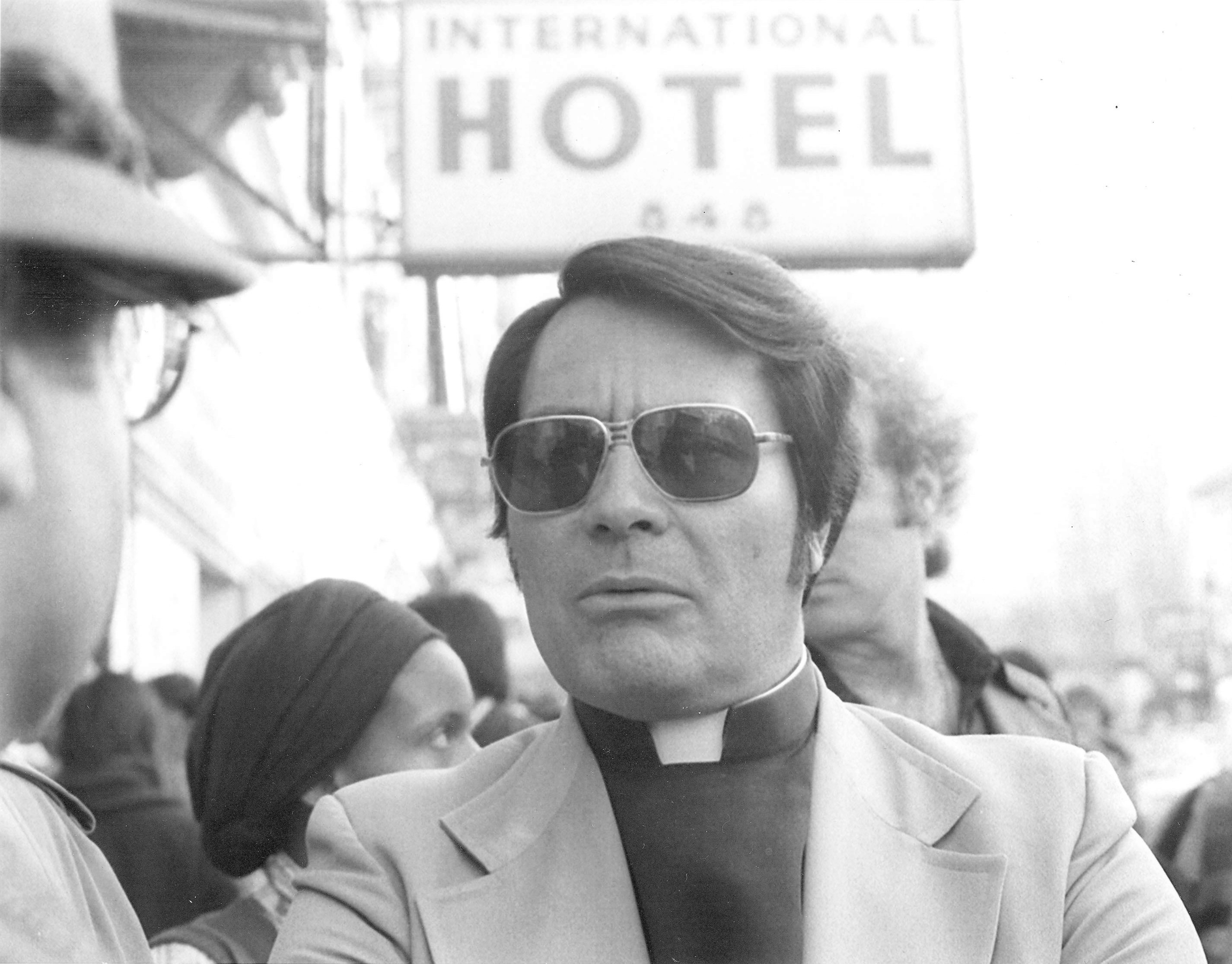
ジム・ジョーンズ／11月18日没

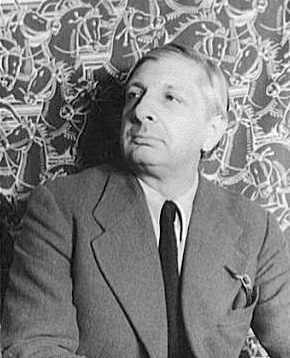
ジョルジョ・デ・キリコ／11月20日没

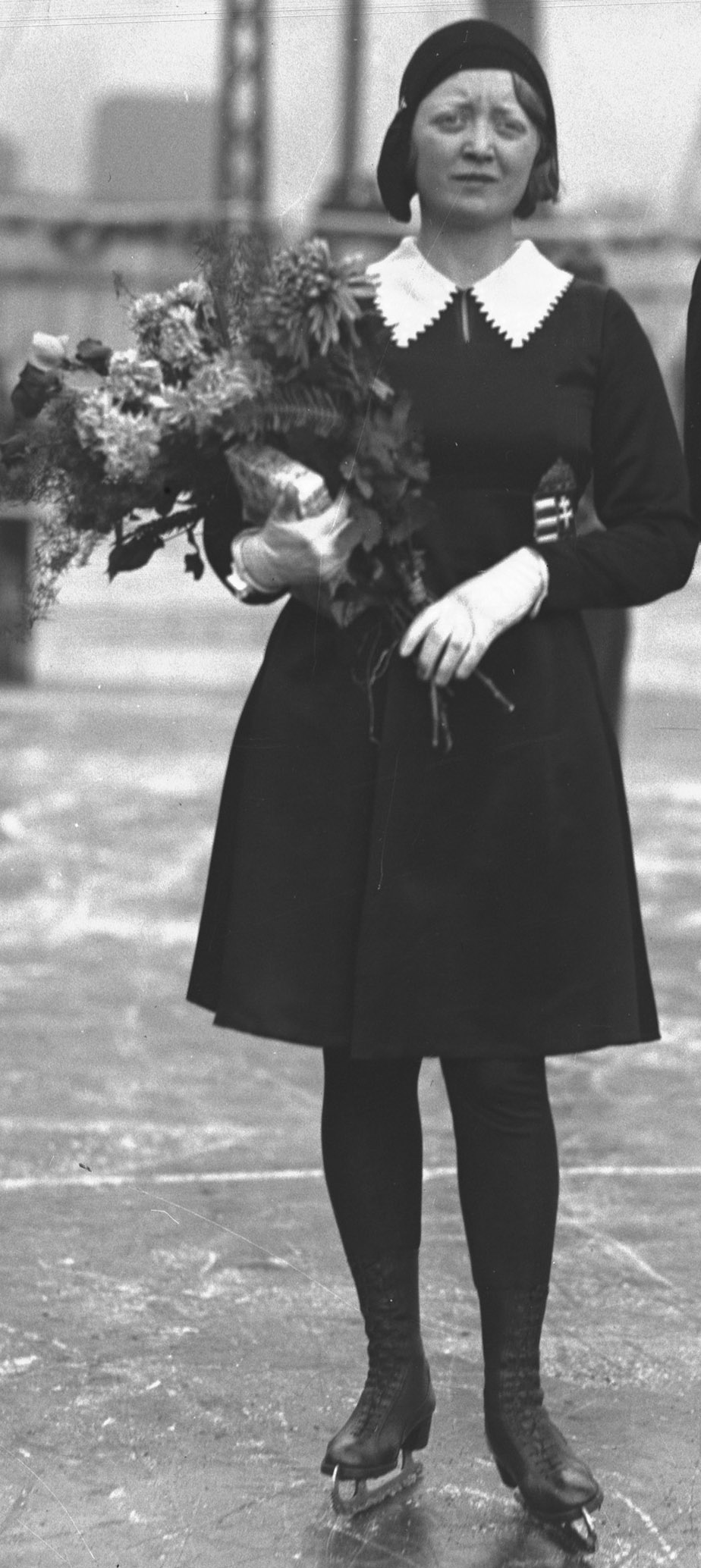
オルゴニシュタ・オルガ／11月20日没

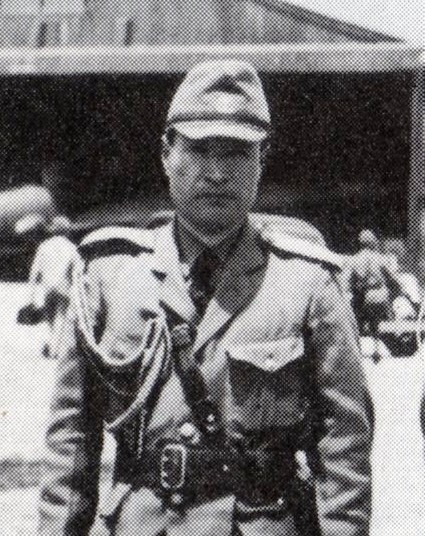
山本善雄／11月28日没

- 11月17日 - 新庄博、経済学者（* 1902年）
- 11月17日 - 竹村奈良一、政治家・農民運動家（* 1906年）
- 11月17日 - 本位田祥男、経済学者（* 1892年）
- 11月18日 - レニー・トリスターノ、ジャズピアニスト（* 1919年）
- 11月18日 - レオ・ライアン、政治家 (* 1925年)
- 11月18日 - ジム・ジョーンズ、人民寺院教祖　(* 1931年）
- 11月20日 - ジョルジョ・デ・キリコ、画家（* 1888年）
- 11月20日 - オルゴニシュタ・オルガ、フィギュアスケート選手（* 1901年）
- 11月20日 - 島田磬也、作詞家（* 1909年）
- 11月21日 - 坂井米夫、新聞記者（* 1900年）
- 11月22日 - 岩佐氏寿、映画監督・脚本家（* 1911年）
- 11月24日 - 大松博文、バレーボール全日本女子チーム監督・参議院議員（* 1921年）
- 11月25日 - 村上勘兵衛、農事改良家（* 1882年）
- 11月26日 - 広岡久右衛門 (10代目)、実業家・川島久右衛門家の10代目当主（* 1890年）
- 11月26日 - 玉置一徳、政治家（* 1912年）
- 11月28日 - 相川宗次郎、商人（米穀商）・政治家（* 1888年）
- 11月28日 - 山本善雄、海軍軍人（* 1898年）